# Texas Motor Speedway

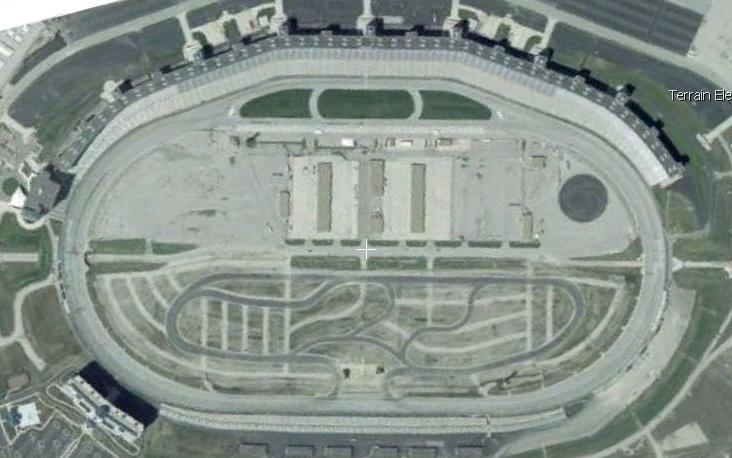
Imagen satelital de Texas Motor Speedway.

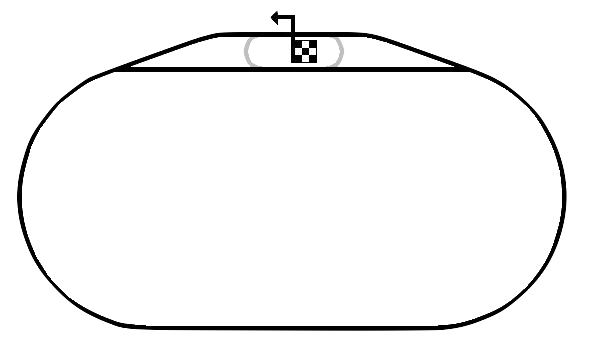
Texas Motor Speedway

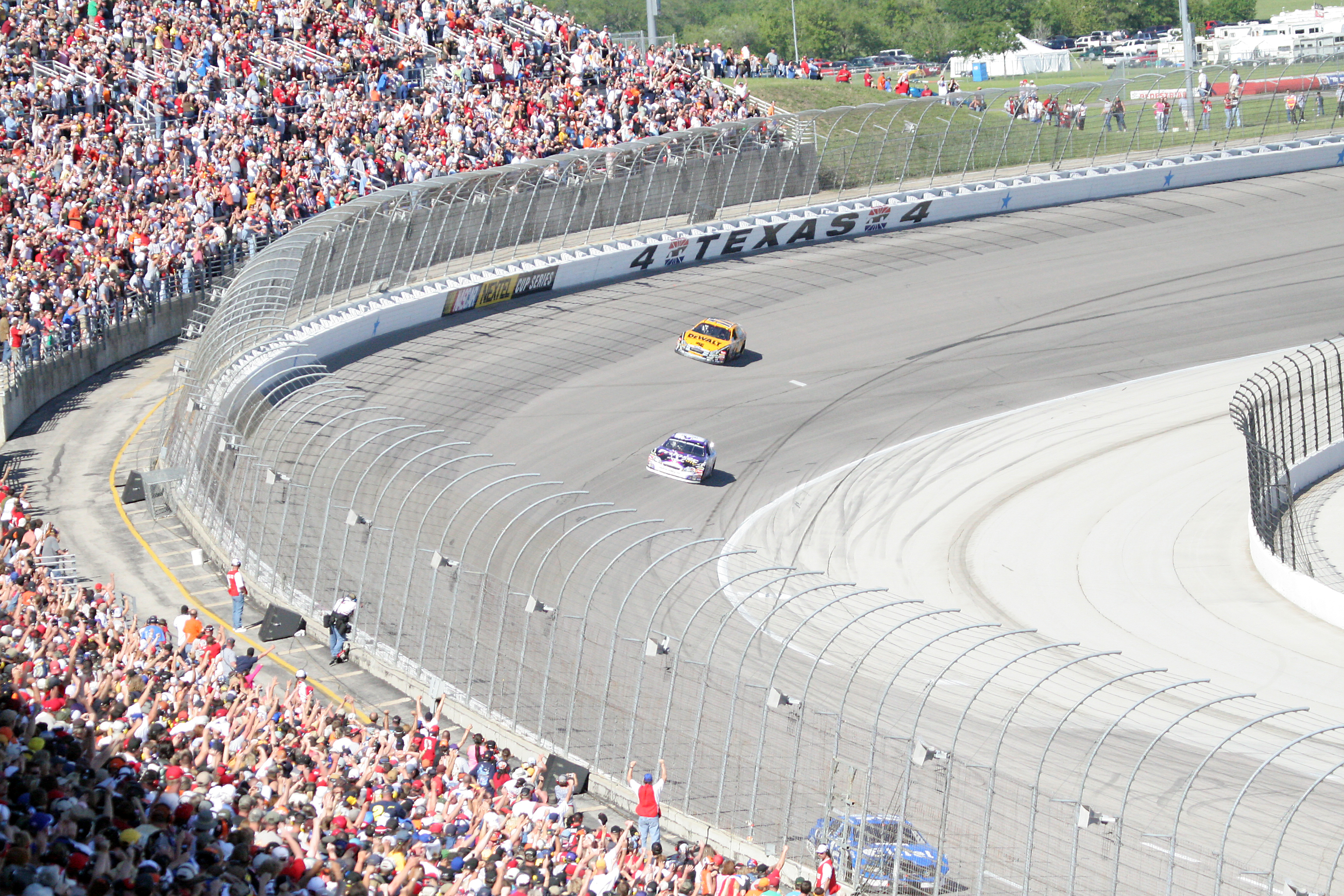
Jeff Burton (púrpura y blanco) va rumbo a la victoria en la carrera de la Copa NASCAR en abril de 2007.

Texas Motor Speedway es un óvalo de 1,5 millas (2400 metros) de extensión, situado 40 km al norte de la ciudad de Fort Worth, Texas, Estados Unidos. Se comenzó a construir en abril de 1995 y se inauguró en febrero de 1996. El trazado es similar al de Atlanta Motor Speedway y Charlotte Motor Speedway: 20 grados de peralte en la curva 1 y 2, y 24 grados en la curva 3 y 4, unidas por dos rectas, una de ellas con dos codos. Los tres circuitos son propiedad de Speedway Motorsports, y son los más veloces de la NASCAR Cup Series sin tener en cuenta los que requieren placa restrictora en la toma de aire.
La Copa NASCAR y la NASCAR Xfinity Series celebra en Texas dos veces por año: una a fines de marzo o abril (desde 1997) y la otra en noviembre (desde 2005). La IndyCar Series también tuvo dos fechas en Texas: la primera en junio, usualmente luego de las 500 millas de Indianápolis(a partir de 1997) y la segunda en septiembre u octubre (entre 1998 y 2004). En 2000 y 2001, la American Le Mans Series disputó carreras en dos trazados mixtos de Texas.
Por su parte, la NASCAR Truck Series corre desde 1997 en junio junto con la IndyCar Series, y en octubre o noviembre desde 1999, acompañando a las otras dos categorías nacionales de la NASCAR desde que estas visitan el circuito. La Indy Lights fue telonera de la CART en 2001 y de la IndyCar Series una vez cada año desde 2005 hasta 2005.

## CART
La CART intentó correr en Texas en abril de 2001. Debido a la alta carga aerodinámica de los automóviles y a la mayor potencia del motor con respecto a los Indy Car, nunca habían corrido en óvalos tan peraltados desde 1983. En diciembre de 2000 y febrero de 2001, los pilotos giraron en la pista a un promedio de velocidad de unas 225 mph (360 km/h), sin mayores inconvenientes.
En la primera tanda de entrenamientos del día viernes, Tony Kanaan giró en 22.845 segundos a un promedio de velocidad de 233,539 mph (375,845 km/h). En la segunda tanda, Kenny Bräck marcó un tiempo de 22.821 segundos, equivalentes a un promedio de velocidad de 233,785 mph (376,240 km/h), en tanto que Dario Franchitti cruzó la línea de meta a una velocidad instantánea de 238,936 mph (384,448 km/h).
También en la segunda tanda, Maurício Gugelmin chocó fuertemente pero no sufrió lesiones mayores; llevaba puesto el dispositivo de cabeza y cuello. Pilotos como Tony Kanaan, Alex Zanardi y Adrián Fernández sintieron mareos y expresaron que sentían a sus automóviles fuera de control.
En la sesión de entrenamientos del sábado, Paul Tracy estableció un tiempo de vuelta de 22.542 segundos, a una velocidad promedio de 236,678 mph (380,896 km/h). Cristiano da Matta también sufrió un accidente, del cual resultó ileso. Kenny Bräck logró la pole position con un tiempo de 22.854 segundos (233,447 mph); sólo uno de los 25 pilotos tuvo un promedio de velocidad inferior a 225 mph.
Horas más tarde, gran parte de los pilotos dijeron sufrir desorientación, falta de visión lateral y síntomas de vértigo. Se propuso disminuir la presión de los turbocompresores y aumentar la carga aerodinámica para reducir la velocidad, así como posponerla a otra fecha para evaluar otra medidas, pero finalmente se decidió cancelar la carrera.

## Ganadores

### NASCAR
| Año  | Cup Series (primavera) | Cup Series (primavera) | Cup Series (otoño) | Cup Series (otoño) | Xfinity Series (primavera) | Xfinity Series (otoño) | Truck Series (primavera) | Truck Series (otoño) |
| Año  | Piloto                 | Marca                  | Piloto             | Marca              | Piloto                     | Piloto                 | Piloto                   | Piloto               |
| ---- | ---------------------- | ---------------------- | ------------------ | ------------------ | -------------------------- | ---------------------- | ------------------------ | -------------------- |
| 1997 | Jeff Burton            | Ford                   | -                  | -                  | Mark Martin                | -                      | Kenny Irwin Jr.          | -                    |
| 1998 | Mark Martin            | Ford                   | -                  | -                  | Dale Earnhardt Jr.         | -                      | Tony Raines              | -                    |
| 1999 | Terry Labonte          | Chevrolet              | -                  | -                  | Mark Martin                | -                      | Dennis Setzer            | Jay Sauter           |
| 2000 | Dale Earnhardt Jr.     | Chevrolet              | -                  | -                  | Mark Martin                | -                      | Greg Biffle              | Bryan Reffner        |
| 2001 | Dale Jarrett           | Ford                   | -                  | -                  | Kevin Harvick              | -                      | Jack Sprague             | Travis Kvapil        |
| 2002 | Matt Kenseth           | Ford                   | -                  | -                  | Jeff Purvis                | -                      | Brendan Gaughan          | Brendan Gaughan      |
| 2003 | Ryan Newman            | Dodge                  | -                  | -                  | Joe Nemechek               | -                      | Brendan Gaughan          | Brendan Gaughan      |
| 2004 | Elliott Sadler         | Ford                   | -                  | -                  | Matt Kenseth               | -                      | Dennis Setzer            | Todd Bodine          |
| 2005 | Greg Biffle            | Ford                   | Carl Edwards       | Ford               | Kasey Kahne                | Kevin Harvick          | Jack Sprague             | Todd Bodine          |
| 2006 | Kasey Kahne            | Dodge                  | Tony Stewart       | Chevrolet          | Kurt Busch                 | Kevin Harvick          | Todd Bodine              | Clint Bowyer         |
| 2007 | Jeff Burton            | Chevrolet              | Jimmie Johnson     | Chevrolet          | Matt Kenseth               | Kevin Harvick          | Todd Bodine              | Ted Musgrave         |
| 2008 | Carl Edwards           | Ford                   | Carl Edwards       | Ford               | Kyle Busch                 | Kyle Busch             | Ron Hornaday             | Ron Hornaday         |
| 2009 | Jeff Gordon            | Chevrolet              | Kurt Busch         | Dodge              | Kyle Busch                 | Kyle Busch             | Todd Bodine              | Kyle Busch           |
| 2010 | Denny Hamlin           | Toyota                 | Denny Hamlin       | Toyota             | Kyle Busch                 | Carl Edwards           | Todd Bodine              | Kyle Busch           |
| 2011 | Matt Kenseth           | Ford                   | Tony Stewart       | Chevrolet          | Carl Edwards               | Trevor Bayne           | Ron Hornaday Jr.         | Kevin Harvick        |
| 2012 | Greg Biffle            | Ford                   | Jimmie Johnson     | Chevrolet          | Ricky Stenhouse Jr.        | Kevin Harvick          | Johnny Sauter            | Johnny Sauter        |
| 2013 | Kyle Busch             | Toyota                 | Jimmie Johnson     | Chevrolet          | Kyle Busch                 | Brad Keselowski        | Jeb Burton               | Ty Dillon            |
| 2014 | Joey Logano            | Ford                   | Jimmie Johnson     | Chevrolet          | Chase Elliott              | Kyle Busch             | Matt Crafton             | Kyle Busch           |
| 2015 | Jimmie Johnson         | Chevrolet              | Jimmie Johnson     | Chevrolet          | Erik Jones                 | Brad Keselowski        | Matt Crafton             | Erik Jones           |
| 2016 | Kyle Busch             | Toyota                 | Carl Edwards       | Toyota             | Kyle Busch                 | Kyle Larson            | William Byron            | Johnny Sauter        |
| 2017 | Jimmie Johnson         | Chevrolet              | Kevin Harvick      | Ford               | Erik Jones                 | Erik Jones             | Christopher Bell         | Johnny Sauter        |
| 2018 | Kyle Busch             | Toyota                 | Kevin Harvick      | Ford               | Ryan Blaney                | Cole Custer            | Johnny Sauter            | Justin Haley         |
| 2019 | Denny Hamlin           | Toyota                 | Kevin Harvick      | Ford               | Kyle Busch                 | Christopher Bell       | Kyle Busch               | Greg Biffle          |
| 2020 | Austin Dillon          | Chevrolet              | Kyle Busch         | Toyota             | Austin Cindric             | Harrison Burton        | Kyle Busch               | Sheldon Creed        |
| 2021 | -                      | -                      | Kyle Larson        | Chevrolet          | Kyle Busch                 | John Hunter Nemechek   | John Hunter Nemechek     | -                    |

### CART / IndyCar
| Año  | Mes        | Piloto            | Automóvil          | Equipo                  |
| ---- | ---------- | ----------------- | ------------------ | ----------------------- |
| 1997 | Junio      | Arie Luyendyk     | G-Force Oldsmobile | Treadway                |
| 1998 | Junio      | Billy Boat        | Dallara Oldsmobile | Foyt                    |
| 1998 | Septiembre | John Paul Jr.     | G-Force Oldsmobile | Byrd/Cunningham         |
| 1999 | Junio      | Scott Goodyear    | G-Force Oldsmobile | Panther                 |
| 1999 | Octubre    | Mark Dismore      | Dallara Oldsmobile | Kelley                  |
| 2000 | Junio      | Scott Sharp       | Dallara Oldsmobile | Kelley                  |
| 2000 | Octubre    | Scott Goodyear    | Dallara Oldsmobile | Panther                 |
| 2001 | Junio      | Scott Sharp       | Dallara Oldsmobile | Kelley                  |
| 2001 | Octubre    | Sam Hornish Jr.   | Dallara Oldsmobile | Panther                 |
| 2002 | Junio      | Jeff Ward         | G-Force Chevrolet  | Ganassi                 |
| 2002 | Septiembre | Sam Hornish Jr.   | Dallara Chevrolet  | Panther                 |
| 2003 | Junio      | Al Unser Jr.      | Dallara Toyota     | Kelley                  |
| 2003 | Octubre    | Gil de Ferran     | Dallara Toyota     | Penske                  |
| 2004 | Junio      | Tony Kanaan       | Dallara Honda      | Andretti Green          |
| 2004 | Octubre    | Hélio Castroneves | Dallara Toyota     | Penske                  |
| 2005 | Junio      | Tomas Scheckter   | Dallara Chevrolet  | Panther                 |
| 2006 | Junio      | Hélio Castroneves | Dallara Honda      | Penske                  |
| 2007 | Junio      | Sam Hornish Jr.   | Dallara Honda      | Penske                  |
| 2008 | Junio      | Scott Dixon       | Dallara Honda      | Ganassi                 |
| 2009 | Junio      | Hélio Castroneves | Dallara Honda      | Penske                  |
| 2010 | Junio      | Ryan Briscoe      | Dallara Honda      | Ganassi                 |
| 2011 | Junio      | Dario Franchitti  | Dallara Honda      | Ganassi                 |
| 2011 | Junio      | Will Power        | Dallara Honda      | Penske                  |
| 2012 | Junio      | Justin Wilson     | Dallara Honda      | Dale Coyne              |
| 2013 | Junio      | Hélio Castroneves | Dallara Chevrolet  | Penske                  |
| 2014 | Junio      | Ed Carpenter      | Dallara Chevrolet  | Ed Carpenter            |
| 2015 | Junio      | Scott Dixon       | Dallara Chevrolet  | Chip Ganassi            |
| 2016 | Agosto     | Graham Rahal      | Dallara Honda      | Rahal Letterman Lanigan |
| 2017 | Julio      | Will Power        | Dallara Chevrolet  | Penske                  |
| 2018 | Junio      | Scott Dixon       | Dallara Honda      | Chip Ganassi            |
| 2019 | Junio      | Josef Newgarden   | Dallara Chevrolet  | Penske                  |
| 2020 | Junio      | Scott Dixon       | Dallara Honda      | Chip Ganassi            |
| 2021 | Mayo       | Scott Dixon       | Dallara Honda      | Ganassi                 |
| 2021 | Mayo       | Patricio O'Ward   | Dallara Chevrolet  | Arrow McLaren SP        |